# Open Library of Humanities
A Open Library of Humanities é uma editora sem fins lucrativos e de acesso aberto para as humanidades e ciências sociais, organizada pelos acadêmicos Dr. Martin Paul Eve e Dra. Caroline Edwards. Ela é também um megajournal, inicialmente modelado na Public Library of Science mas não afiliado a esta.

## História
A OLH recebeu um financiamento inicial da Andrew W. Mellon Foundation, e mantém-se subsidiada por um consórcio de bibliotecas que juntas governam seu progresso. Dessa forma, ela não cobra taxas de processamento de artigo. Ela também tem comitês para coordenar aspectos editoriais e técnicos, como o Comitê de Internacionalização e o Comitê Acadêmico.